# Shareware
Shareware, også kendt som trialware eller demoware, er software, som kan anvendes i en begrænset prøveperiode uden betaling. Softwaren har i nogle tilfælde begrænset funktionalitet og tilgængelighed, som opdateres efter eventuelt køb af programmet.
Shareware bliver ofte tilbudt som download fra en websted på internettet eller på en CD-rom, som er vedlagt en avis eller et tidsskrift.
Formålet med shareware er at give potentielle købere en mulighed for at anvende softwaren før beslutning om køb foretages.